# Konradia Gdańsk
Konradia Gdańsk lub Międzyzakładowy Klub Sportowy Łączności „Konradia” (MKSŁ „Konradia”) – polski wielosekcyjny klub sportowy działający w latach 1957–2012 z siedzibą w Gdańsku.

## Historia
Klub został założony 12 marca 1957 roku jako Pocztowy Klub Sportowy „Konradia” Gdańsk. Powstał w miejsce rozwiązanej Federacji „Kolejarz – Łączność”. Kontynuował tradycje przedwojennego klubu o nazwie Pocztowy Klub Sportowy (założony w 1936). Nazwa nawiązywała zarówno do obrony Poczty Polskiej w Gdańsku, jak i do dowodzącego nią Konrada Guderskiego. W początkowym okresie działalności klub miał sekcje: lekkoatletyczną, strzelecką, szachową, tenisa stołowego, łuczniczą i gimnastyczną. Według danych na 1968 rok liczył 268 zrzeszonych sportowców.
26 listopada 1971 klub zmienił nazwę na Międzyzakładowy Klub Sportowy Łączności „Konradia”. Początkowo miał siedzibę przy Targu Rakowym 7/8, a następnie, od drugiej połowy lat 90. XX w., przy ul. Masońskiej 1. Działalność klubu została ostatecznie zawieszona w 2012 roku.
„Konradia” specjalizowała się lekkoatletyce, a zwłaszcza w chodzie sportowym. Organizowała od 1965 roku corocznie międzynarodowe zawody w chodzie sportowym o „Puchar Obrońców Poczty Polskiej w Gdańsku”, w ramach których w 1989 zorganizowano mistrzostwa Polski w chodzie na 20 km. Organizację tej imprezy od 2013 przejęła Lechia Gdańsk.
Z inicjatywy klubu w 1972 powstała komisja chodu sportowego Polskiego Związku Lekkiej Atletyki – jej posiedzenia odbywały się pomieszczeniach „Konradii”.

## Sukcesy zawodników
Medale mistrzostwa Polski seniorów w lekkoatletyce oraz halowych mistrzostw Polski seniorów w lekkoatletyce zawodników Konradii Gdański:
- Edmund Paziewski        – chód na 20 km: złoto (1966, 1968, 1969), srebro (1963, 1965, 1967, 1971)
- Wiesław Sarnecki       – chód na 20 km: złoto (1963), srebro (1960, 1962), brąz (1959, 1961); chód na 10 km: srebro (1957)
- Eugeniusz Rogowski    – chód na 20 km: srebro (1968), brąz (1967, 1969)
- Adam Kolasa   – skok o tyczce: srebro (1997); skok o tyczce w hali: brąz (1999)
- Janusz Wiśniewski  – chód na 20 km: srebro (1964)